# Number Ones (album của Janet Jackson)
Number Ones (hay The Best trên thị trường quốc tế) là album tuyển tập thứ hai của ca sĩ người Mỹ Janet Jackson, phát hành ngày 17 tháng 11 năm 2009 bởi Interscope Geffen A&M Records và Universal Music Enterprises. Album là tập hợp 33 đĩa đơn quán quân của Jackson trên các bảng xếp hạng Billboard tại Hoa Kỳ như Billboard Hot 100, Adult Contemporary, Hot R&B/Hip-Hop Songs, Dance Club Songs, cũng như nhiều bảng xếp hạng quốc tế. Number Ones bao gồm những đĩa đơn trích từ tám album phòng thu của Jackson, từ Control (1986) đến Discipline (2008), và là thành quả liên doanh giữa Universal Music Group và EMI. Ngoài ra, nữ ca sĩ cũng đưa vào đĩa nhạc một bài hát mới "Make Me", do cô đồng sản xuất với Rodney "Darkchild" Jerkins. 
Sau khi phát hành, Number Ones nhận được những phản ứng tích cực từ các nhà phê bình âm nhạc, trong đó họ ca ngợi sự nghiệp và tầm ảnh hưởng của Jackson đối với ngành công nghiệp âm nhạc xuyên suốt ba thập niên. Đĩa nhạc cũng gặt hái một số thành công về mặt thương mại khi vươn đến top 40 tại Nhật Bản và Vương quốc Anh, cũng như ra mắt và vươn đến vị trí thứ 22 trên bảng xếp hạng Billboard 200 với 80,748 đơn vị. Đĩa đơn duy nhất từ album "Make Me" giúp Jackson trở thành nghệ sĩ đầu tiên có đĩa đơn đứng đầu bảng xếp hạng Dance Club Songs trong suốt bốn thập niên. Để quảng bá album, nữ ca sĩ thực hiện chuyến lưu diễn Number Ones, Up Close and Personal với 81 đêm diễn khắp Bắc Mỹ, Châu Âu, Châu Á, Châu Đại Dương và Châu Phi.

## Danh sách bài hát
| Number Ones – Phiên bản tại Bắc Mỹ (Đĩa 1) | Number Ones – Phiên bản tại Bắc Mỹ (Đĩa 1)                                      | Number Ones – Phiên bản tại Bắc Mỹ (Đĩa 1)                              | Number Ones – Phiên bản tại Bắc Mỹ (Đĩa 1) | Number Ones – Phiên bản tại Bắc Mỹ (Đĩa 1) |
| STT                                        | Nhan đề                                                                         | Sáng tác                                                                | Sản xuất                                   | Thời lượng                                 |
| ------------------------------------------ | ------------------------------------------------------------------------------- | ----------------------------------------------------------------------- | ------------------------------------------ | ------------------------------------------ |
| 1.                                         | "What Have You Done for Me Lately"                                              | James Harris III Terry Lewis Janet Jackson                              | Lewis Jimmy Jam Jackson [a]                | 4:44                                       |
| 2.                                         | "Nasty"                                                                         | Harris Lewis Jackson                                                    | Lewis Jam Jackson [a]                      | 4:03                                       |
| 3.                                         | "When I Think of You"                                                           | Harris Lewis Jackson                                                    | Lewis Jam Jackson [a]                      | 3:57                                       |
| 4.                                         | "Control"                                                                       | Harris Lewis Jackson                                                    | Lewis Jam Jackson [a]                      | 5:53                                       |
| 5.                                         | "Let's Wait Awhile" (bản đĩa đơn)                                               | Harris Lewis Jackson Melanie Andrews                                    | Lewis Jam Jackson                          | 4:37                                       |
| 6.                                         | "The Pleasure Principle" (bản Design of a Decade)                               | Monte Moir                                                              | Moir Jackson [a] Steve Wiese [a]           | 4:14                                       |
| 7.                                         | "Diamonds" (với Herb Alpert)                                                    | Harris Lewis                                                            | Jam Lewis                                  | 4:53                                       |
| 8.                                         | "Miss You Much"                                                                 | Lewis Harris                                                            | Lewis Jam Jackson [a]                      | 4:12                                       |
| 9.                                         | "Rhythm Nation" (bản radio với đoạn mở đầu)                                     | Jackson Harris Lewis                                                    | Lewis Jam Jackson [a]                      | 5:31                                       |
| 10.                                        | "Escapade"                                                                      | Jackson Harris Lewis                                                    | Lewis Jam Jackson [a]                      | 4:44                                       |
| 11.                                        | "Alright" (bản video 7" với đoạn rap; hợp tác với Heavy D)                      | Jackson Harris Lewis                                                    | Lewis Jam Jackson [a]                      | 4:59                                       |
| 12.                                        | "Come Back to Me" (I'm Beggin' You Mix)                                         | Jackson Harris Lewis                                                    | Lewis Jam Jackson [a]                      | 5:36                                       |
| 13.                                        | "Black Cat" (bản video/hát đơn ngắn)                                            | Jackson                                                                 | Jackson Jellybean Johnson                  | 4:31                                       |
| 14.                                        | "Love Will Never Do (Without You)" (bản đĩa đơn)                                | Harris Lewis                                                            | Lewis Jam Jackson [a]                      | 4:35                                       |
| 15.                                        | "The Best Things in Life Are Free" (với Luther Vandross, BBD và Ralph Tresvant) | Harris Lewis Ralph Tresvant Michael Bivins Ronald DeVoe                 | Lewis Jam                                  | 4:36                                       |
| 16.                                        | "That's the Way Love Goes"                                                      | Jackson Harris Lewis Fred Wesley Charles Bobbit John Starks James Brown | Lewis Jam Jackson                          | 4:25                                       |
| Tổng thời lượng:                           | Tổng thời lượng:                                                                | Tổng thời lượng:                                                        | Tổng thời lượng:                           | 75:30                                      |

| The Best – Phiên bản quốc tế (Đĩa 1) | The Best – Phiên bản quốc tế (Đĩa 1)             | The Best – Phiên bản quốc tế (Đĩa 1) | The Best – Phiên bản quốc tế (Đĩa 1)    | The Best – Phiên bản quốc tế (Đĩa 1) |
| STT                                  | Nhan đề                                          | Sáng tác                             | Sản xuất                                | Thời lượng                           |
| ------------------------------------ | ------------------------------------------------ | ------------------------------------ | --------------------------------------- | ------------------------------------ |
| 17.                                  | "When I Think of You" (David Morales Remix Edit) | Harris Lewis Jackson                 | Lewis Jam Jackson [a] David Morales [b] | 3:31                                 |
| Tổng thời lượng:                     | Tổng thời lượng:                                 | Tổng thời lượng:                     | Tổng thời lượng:                        | 79:01                                |

| Number Ones – Phiên bản tại Bắc Mỹ (Đĩa 2) | Number Ones – Phiên bản tại Bắc Mỹ (Đĩa 2)                             | Number Ones – Phiên bản tại Bắc Mỹ (Đĩa 2)                                                                         | Number Ones – Phiên bản tại Bắc Mỹ (Đĩa 2) | Number Ones – Phiên bản tại Bắc Mỹ (Đĩa 2) |
| STT                                        | Nhan đề                                                                | Sáng tác | Sản xuất                                   | Thời lượng                                 |
| ------------------------------------------ | ---------------------------------------------------------------------- | --- | ------------------------------------------ | ------------------------------------------ |
| 1.                                         | "If"                                                                   | Jackson Lewis Harris                                                                                               | Jackson Lewis Jam                          | 4:32                                       |
| 2.                                         | "Again"                                                                | Jackson Harris Lewis                                                                                               | Jackson Lewis Jam                          | 3:47                                       |
| 3.                                         | "Because of Love"                                                      | Jackson Harris Lewis                                                                                               | Jackson Lewis Jam                          | 4:18                                       |
| 4.                                         | "Any Time, Any Place" (R. Kelly Remix)                                 | Jackson Lewis Harris                                                                                               | Jackson Lewis Jam R. Kelly [b]             | 5:12                                       |
| 5.                                         | "Scream" (với Michael Jackson)                                         | Harris Lewis Michael Jackson Jackson                                                                               | Jam Lewis M. Jackson Jackson               | 4:02                                       |
| 6.                                         | "Runaway"                                                              | Jackson Harris Lewis                                                                                               | Jackson Lewis Jam                          | 3:34                                       |
| 7.                                         | "Got 'til It's Gone" (bản đĩa đơn; hợp tác với Q-Tip và Joni Mitchell) | Jackson Lewis Harris René Elizondo Jr. Roberta Mitchell Kamaal Ibn Fareed                                          | Jackson Lewis Jam                          | 3:36                                       |
| 8.                                         | "Together Again" (bản đĩa đơn)                                         | Jackson Lewis Elizondo Harris                                                                                      | Jackson Lewis Jam                          | 4:07                                       |
| 9.                                         | "I Get Lonely" (bản đĩa đơn)                                           | Jackson Lewis Elizondo Harris                                                                                      | Jackson Lewis Jam                          | 4:01                                       |
| 10.                                        | "Go Deep"                                                              | Jackson Lewis Elizondo Harris                                                                                      | Jackson Lewis Jam                          | 4:44                                       |
| 11.                                        | "What's It Gonna Be?!" (với Busta Rhymes)                              | Trevor Smith Darrell Allamby Antoinette Roberson                                                                   | Allamby                                    | 4:03                                       |
| 12.                                        | "Doesn't Really Matter"                                                | Jackson Harris Lewis                                                                                               | Jackson Lewis Jam                          | 4:56                                       |
| 13.                                        | "All for You" (bản video)                                              | Jackson Harris Lewis Wayne Garfield David Romani Mauro Malavasi                                                    | Jackson Lewis Jam                          | 4:32                                       |
| 14.                                        | "Someone to Call My Lover" (bản đĩa đơn)                               | Jackson Lewis Harris Dewey Bunnell                                                                                 | Jackson Lewis Jam                          | 4:15                                       |
| 15.                                        | "All Nite (Don't Stop)"                                                | Jackson Harris Lewis Tony "Prof T" Tolbert Anders Bagge Arnthor Birgisson Herbie Hancock Paul Jackson Melvin Ragin | Bag & Arnthor Jackson                      | 3:27                                       |
| 16.                                        | "Call on Me" (với Nelly)                                               | Jermaine Dupri Johnta Austin James Phillips Cornell Haynes Harris Lewis                                            | Dupri LRoc Jam Lewis Jackson               | 3:35                                       |
| 17.                                        | "Feedback" (bản đĩa đơn)                                               | Rodney Jerkins Dernst Emile Tasleema Yasin LaShawn Daniels                                                         | Darkchild D'Mile                           | 3:56                                       |
| 18.                                        | "Make Me"                                                              | Jackson Jerkins Thomas Lumpkins Michaela Shiloh                                                                    | Jackson Darkchild                          | 3:38                                       |
| Tổng thời lượng:                           | Tổng thời lượng:                                                       | Tổng thời lượng:                                                                                                   | Tổng thời lượng:                           | 74:15                                      |

| Number Ones – Phiên bản trên iTunes Store Bắc Mỹ (bản nhạc bổ sung) | Number Ones – Phiên bản trên iTunes Store Bắc Mỹ (bản nhạc bổ sung) | Number Ones – Phiên bản trên iTunes Store Bắc Mỹ (bản nhạc bổ sung) | Number Ones – Phiên bản trên iTunes Store Bắc Mỹ (bản nhạc bổ sung) | Number Ones – Phiên bản trên iTunes Store Bắc Mỹ (bản nhạc bổ sung) |
| STT                                                                 | Nhan đề                                                             | Sáng tác                                                            | Sản xuất                                                            | Thời lượng                                                          |
| ------------------------------------------------------------------- | ------------------------------------------------------------------- | ------------------------------------------------------------------- | ------------------------------------------------------------------- | ------------------------------------------------------------------- |
| 19.                                                                 | "Make Me" (Bimbo Jones Radio Edit)                                  | Jackson Jerkins Lumpkins Shiloh                                     | Jackson Darkchild Bimbo Jones [b]                                   | 3:19                                                                |
| Tổng thời lượng:                                                    | Tổng thời lượng:                                                    | Tổng thời lượng:                                                    | Tổng thời lượng:                                                    | 77:34                                                               |

| Number Ones – Phiên bản độc quyền tại Target (bản nhạc bổ sung) | Number Ones – Phiên bản độc quyền tại Target (bản nhạc bổ sung) | Number Ones – Phiên bản độc quyền tại Target (bản nhạc bổ sung) | Number Ones – Phiên bản độc quyền tại Target (bản nhạc bổ sung) | Number Ones – Phiên bản độc quyền tại Target (bản nhạc bổ sung) |
| STT                                                             | Nhan đề                                                         | Sáng tác                                                        | Sản xuất                                                        | Thời lượng                                                      |
| --------------------------------------------------------------- | --------------------------------------------------------------- | --------------------------------------------------------------- | --------------------------------------------------------------- | --------------------------------------------------------------- |
| 19.                                                             | "Make Me" (Moto Blanco Radio Mix)                               | Jackson Jerkins Lumpkins Shiloh                                 | Jackson Darkchild Moto Blanco [b]                               | 3:24                                                            |
| Tổng thời lượng:                                                | Tổng thời lượng:                                                | Tổng thời lượng:                                                | Tổng thời lượng:                                                | 77:39                                                           |

| The Best – Phiên bản quốc tế (Đĩa 1) | The Best – Phiên bản quốc tế (Đĩa 1) | The Best – Phiên bản quốc tế (Đĩa 1) | The Best – Phiên bản quốc tế (Đĩa 1) | The Best – Phiên bản quốc tế (Đĩa 1) |
| STT                                  | Nhan đề                              | Sáng tác                             | Sản xuất                             | Thời lượng                           |
| ------------------------------------ | ------------------------------------ | ------------------------------------ | ------------------------------------ | ------------------------------------ |
| 18.                                  | "Whoops Now"                         | Jackson Harris Lewis                 | Jackson Lewis Jam                    | 4:06                                 |
| 19.                                  | "Make Me"                            | Jackson Jerkins Lumpkins Shiloh      | Jackson Darkchild                    | 3:38                                 |
| Tổng thời lượng:                     | Tổng thời lượng:                     | Tổng thời lượng:                     | Tổng thời lượng:                     | 78:21                                |

| The Best – Phiên bản trên iTunes Store quốc tế (bản nhạc bổ sung) | The Best – Phiên bản trên iTunes Store quốc tế (bản nhạc bổ sung) | The Best – Phiên bản trên iTunes Store quốc tế (bản nhạc bổ sung) | The Best – Phiên bản trên iTunes Store quốc tế (bản nhạc bổ sung) | The Best – Phiên bản trên iTunes Store quốc tế (bản nhạc bổ sung) |
| STT                                                               | Nhan đề                                                           | Sáng tác                                                          | Sản xuất                                                          | Thời lượng                                                        |
| ----------------------------------------------------------------- | ----------------------------------------------------------------- | ----------------------------------------------------------------- | ----------------------------------------------------------------- | ----------------------------------------------------------------- |
| 20.                                                               | "Make Me" (Bimbo Jones Radio Edit)                                | Jackson Jerkins Lumpkins Shiloh                                   | Jackson Darkchild Bimbo Jones [b]                                 | 3:19                                                              |
| Tổng thời lượng:                                                  | Tổng thời lượng:                                                  | Tổng thời lượng:                                                  | Tổng thời lượng:                                                  | 81:40                                                             |

| Number Ones – Phiên bản LP giới hạn 2 đĩa | Number Ones – Phiên bản LP giới hạn 2 đĩa                  | Number Ones – Phiên bản LP giới hạn 2 đĩa                               | Number Ones – Phiên bản LP giới hạn 2 đĩa | Number Ones – Phiên bản LP giới hạn 2 đĩa |
| STT                                       | Nhan đề                                                    | Sáng tác                                                                | Sản xuất                                  | Thời lượng                                |
| ----------------------------------------- | ---------------------------------------------------------- | ----------------------------------------------------------------------- | ----------------------------------------- | ----------------------------------------- |
| 1.                                        | "What Have You Done for Me Lately"                         | James Harris III Terry Lewis Janet Jackson                              | Lewis Jimmy Jam Jackson [a]               | 4:44                                      |
| 2.                                        | "Nasty"                                                    | Harris Lewis Jackson                                                    | Lewis Jam Jackson [a]                     | 4:03                                      |
| 3.                                        | "When I Think of You"                                      | Harris Lewis Jackson                                                    | Lewis Jam Jackson [a]                     | 3:57                                      |
| 4.                                        | "Miss You Much"                                            | Lewis Harris                                                            | Lewis Jam Jackson [a]                     | 4:12                                      |
| 5.                                        | "Escapade"                                                 | Jackson Harris Lewis                                                    | Lewis Jam Jackson [a]                     | 4:44                                      |
| 6.                                        | "Alright" (bản video 7" với đoạn rap; hợp tác với Heavy D) | Jackson Harris Lewis                                                    | Lewis Jam Jackson [a]                     | 4:59                                      |
| 7.                                        | "That's the Way Love Goes"                                 | Jackson Harris Lewis Fred Wesley Charles Bobbit John Starks James Brown | Lewis Jam Jackson                         | 4:25                                      |
| 8.                                        | "Together Again" (bản đĩa đơn)                             | Jackson Lewis Elizondo Harris                                           | Jackson Lewis Jam                         | 4:07                                      |
| 9.                                        | "Doesn't Really Matter"                                    | Jackson Harris Lewis                                                    | Jackson Lewis Jam                         | 4:56                                      |
| 10.                                       | "All for You" (bản video)                                  | Jackson Harris Lewis Wayne Garfield David Romani Mauro Malavasi         | Jackson Lewis Jam                         | 4:32                                      |
| 11.                                       | "The Pleasure Principle" (bản Design of a Decade)          | Monte Moir                                                              | Moir Jackson [a] Steve Wiese [a]          | 4:14                                      |
| 12.                                       | "Rhythm Nation" (bản 7")                                   | Jackson Harris Lewis                                                    | Lewis Jam Jackson [a]                     | 4:31                                      |
| Tổng thời lượng:                          | Tổng thời lượng:                                           | Tổng thời lượng:                                                        | Tổng thời lượng:                          | 53:28                                     |

Ghi chú
- ^[a]  nghĩa là đồng sản xuất
- ^[b]  nghĩa là người phối lại

## Xếp hạng
| Bảng xếp hạng (2009)                     | Vị trí cao nhất |
| ---------------------------------------- | --------------- |
| Album Bỉ (Ultratop Vlaanderen)           | 70              |
| Album Nhật Bản (Oricon)                  | 20              |
| Album Scotland (OCC)                     | 46              |
| Album Anh Quốc (OCC)                     | 28              |
| Album Hoa Kỳ Billboard 200               | 22              |
| Album Hoa Kỳ Top R&B/Hip-Hop (Billboard) | 3               |
| Bảng xếp hạng (2011)                     | Vị trí cao nhất |
| Album Hàn Quốc Quốc tế (Circle)          | 76              |

| Bảng xếp hạng (2010)                      | Vị trí |
| ----------------------------------------- | ------ |
| Hoa Kỳ Top R&B/Hip-Hop Albums (Billboard) | 48     |

## Chứng nhận
| Quốc gia                                                    | Chứng nhận | Số đơn vị/doanh số chứng nhận |
| ----------------------------------------------------------- | ---------- | ----------------------------- |
| Anh Quốc (BPI)                                              | Vàng       | 100.000‡                      |
| ‡ Chứng nhận dựa theo doanh số tiêu thụ và phát trực tuyến. |            |                               |

## Lịch sử phát hành
| Khu vực        | Ngày              | Phiên bản   | Định dạng          | Hãng đĩa        | Ct.    |
| -------------- | ----------------- | ----------- | ------------------ | --------------- | ------ |
| Canada         | 17 tháng 11, 2009 | Number Ones | CD kép tải nhạc số | Universal Music | [ 13 ] |
| Mexico         | 17 tháng 11, 2009 | The Best    | CD kép tải nhạc số | Universal Music | [ 14 ] |
| Hoa Kỳ         | 17 tháng 11, 2009 | Number Ones | CD kép tải nhạc số | A&M UME         | [ 15 ] |
| Nhật Bản       | 18 tháng 11, 2009 | The Best    | CD kép tải nhạc số | Universal Music | [ 16 ] |
| Đức            | 20 tháng 11, 2009 | The Best    | CD kép tải nhạc số | Universal Music | [ 17 ] |
| Pháp           | 23 tháng 11, 2009 | The Best    | CD kép tải nhạc số | Universal Music | [ 18 ] |
| Vương quốc Anh | 23 tháng 11, 2009 | The Best    | CD kép tải nhạc số | Polydor         | [ 19 ] |
| Úc             | 27 tháng 11, 2009 | The Best    | CD kép tải nhạc số | Universal Music | [ 20 ] |
| Brazil         | 1 tháng 12, 2009  | The Best    | CD kép tải nhạc số | Universal Music | [ 21 ] |
| Hoa Kỳ         | 22 tháng 1, 2021  | Number Ones | LP kép             | A&M UME         | [ 22 ] |